# Доценко, Сергей Александрович
Серге́й Алекса́ндрович Доце́нко (7 сентября 1947, Караганда, Казахская ССР, СССР — 6 февраля 2006, Ташкент, Узбекистан) — советский и узбекский футболист и тренер, чемпион Европы среди юношей (1966), чемпион СССР (1971), мастер спорта СССР (1966).

## Футбольная биография

### Карьера игрока
Воспитанник узбекского футбола. Первый тренер — Вадим Кузьмич Сапожников. Играл за юношескую команду «Динамо» (Ташкент). В 1962—1964 годах занимался в группе подготовки «Пахтакора», а в 1964—1965 годах выступал за дублирующий состав ташкентского клуба. Свой первый матч в команде мастеров провёл за команду «Политотдел», выступавшую во второй группе класса «А». В 1966 году вернулся в «Пахтакор», но в основном составе провёл только одну игру. В том же году в составе юношеской сборной СССР стал победителем на проходившем в Югославии чемпионате Европы. Это была первая в истории победа юношеской сборной страны на турнирах УЕФА. В 1967 году «Пахтакор» принял известный тренер Борис Аркадьев, который стал смело вводить в состав молодых игроков. С его приходом Доценко стал регулярно играть в основе.. В следующем году Сергей в составе своей команды, возглавляемой уже Евгением Елисеевым, стал финалистом Кубка СССР, где «Пахтакор» всё же уступил московским торпедовцам.
В 1971 году Доценко переходит в киевское «Динамо». Пригласивший его в Киев главный тренер Александр Севидов сразу же доверил новичку команды место на правом фланге обороны, где он дебютировал 8 апреля в матче «Нефтчи» — «Динамо» (Киев). Сезон динамовцы завершили победой в чемпионате. Сергей, отыграв в сезоне 29 поединков из 30, заслуженно получил золотую медаль, став единственным воспитанником узбекского футбола, становившимся чемпионом СССР.
В сентябре 1971 года Сергей получил вызов в олимпийскую сборную СССР, которая готовилась к отборочным играм. В её составе принял участие в организованном Спорткомитетом СССР неофициальном международном турнире, проходившем в Киеве. А уже 6 октября дебютировал за сборную в официальном товарищеском матче ФРГ — СССР 1:1, после чего 13 октября принял участие в отборочном матче Олимпиады против сборной Австрии, проходившем во Львове.
В 1972 году динамовцы стали серебряными призёрами чемпионата, а также как победители национального первенства, стартовали в розыгрыше Кубка европейских чемпионов, где Доценко дебютировал 13 сентября 1972 года в матче «Сваровски-Ваккер» —«Динамо» (Киев) 0:1. Всего в европейских кубках Сергей провёл 9 матчей (в Кубке европейских чемпионов — 5 игр, в Кубке УЕФА — 4 игры).
Сезон 1973 года динамовцы снова завершили на втором месте в турнирной таблице, а в кубковом турнире вышли в финал, где Доценко, принявший участие в 5 играх этого турнира, участия не принимал. В финальном матче против «Арарата» киевляне уступили со счётом 1:2. Уже на следующий день после финала коллегия Спорткомитета Украины освободила от занимаемой должности Александра Севидова. Команду возглавил новый тренер — Валерий Лобановский, у которого для Сергея не нашлось места в основном составе. В марте 1974 года защитник покинул команду и уже с июля стал игроком одесского «Черноморца», но из-за травм в новом клубе так и не заиграл. Вернувшись в Ташкент, сыграл 13 матчей за «Пахтакор» в сезоне 1976 года, после чего принял решение завершить игровую карьеру.

### Карьера тренера
В течение шести лет тренировал команду второй лиги «Хорезм». В 1983 году работал в тренерском штабе ташкентского «Пахтакора», после чего с 1984 года возглавлял ряд команд второй лиги. В 1987—1988 годах снова в «Пахтакоре», где работал на должности начальника команды, в 1989 году занимал должность председателя клуба. В 1990 году — главный тренер клуба «Согдиана», который оставил в июле и уже в августе вернулся в тренерский штаб «Пахтакора».
После распада СССР переехал на Украину и в 1992 году стал работать в полтавской «Ворскле». В 1993 году возглавил «Темп» Шепетовка, но уже в мае переехал в Харьков, где с июня по август возглавлял тренерский штаб «Металлиста». С 1993 по 1995 год занимал должность ответственного секретаря федерации мини-футбола Украины, с сентября 1994 года эти обязанности совмещал с работой на посту главного тренера клуба СБТС (Сумы), в 1995 году стал президентом обновлённого клуба из Сум.
В 1996 году вернулся в Узбекистан, где тренировал «Динамо» (Самарканд). В 2000—2003 годах возглавлял им же созданный клуб ДАС (Чагатай). В 2003—2004 годах вице-президент ФК «Трактор» (Ташкент). Последней командой в карьере тренера стал «Шуртан» Гузар.
Скончался 6 февраля 2006 года, похоронен на Боткинском кладбище Ташкента.

## Достижения
- Чемпион СССР: (1971)
- Серебряный призёр чемпионата СССР: (1972), (1973)
- Финалист Кубка СССР: (1968)
- Чемпион Европы среди юношей: (1966)
- В списках «33 лучших» в СССР: № 2 (1972)
- В списках «33 лучших» в УССР: № 1 (1971), № 2 (1972), № 3 (1973)